# Gyrophare de Montréal
Le Gyrophare de Montréal ou gyrophare de la Place Ville Marie est un phare situé au sommet de la Place Ville Marie et qui balaie le ciel montréalais chaque nuit depuis les années 1960. Symbole emblématique du centre-ville de Montréal, il a une portée maximale de 58 kilomètres. Le faisceau est uniquement décoratif et n'a aucune utilité officielle pour la navigation ou l'aéronautique.

## Histoire
En 1957, la Banque royale du Canada prend la décision d'agrémenter son siège social d'un phare placé à son sommet. L'ingénieur principal de la Banque, Edward Gilbert, crée ainsi un projecteur de balisage aérien, appareil normalement utilisé pour le contrôle aérien. À cette époque, sa mise en marche et son extinction se font manuellement.
Cinq années plus tard, en 1962, la Banque déménage à la Place Ville Marie, édifice fraîchement achevé. On réinstalle donc le gyrophare au sommet de ce nouveau gratte-ciel. En 1971, les quatre ampoules de 2500 watts sont regroupées sur une plate-forme rotative et dotées de quatre miroirs. En 1974, les équipements font défaut et on entreprend de concevoir un nouveau système.
De nos jours, le gyrophare est toujours la propriété de la Banque royale du Canada. Il illumine le ciel montréalais de la pénombre jusqu'à 1h30. 

## Données
- Le gyrophare est installé sur le sommet de l'édifice de la Place Ville Marie, à environ 190 mètres de hauteur du sol.
- Il prend 26 secondes à chacun des quatre faisceaux pour parcourir le ciel sur 360 degrés[2].
- Les faisceaux peuvent être aperçus jusqu'à une distance théorique de 58 kilomètres. En pratique, ils sont visibles jusqu'à une trentaine de kilomètres.
- Son accès direct est interdit aux visiteurs en raison de l'absence d'installations appropriées. On pouvait autrefois avoir un aperçu du gyrophare à partir d'un restaurant situé au dernier étage de la tour avant la fermeture de celui-ci en 2013. Cependant, il est prévu d'aménager un observatoire touristique à cet endroit en 2016[3].
- Le gyrophare est exceptionnellement éteint lors de l'événement Une heure pour la planète, en même temps que les deux autres symboles lumineux de Montréal : la croix du Mont-Royal et l'enseigne de la société d'État Hydro-Québec.

## Entretien
Le système ne nécessite pas la présence d'un gardien de phare, son fonctionnement étant entièrement automatisé. Les puissantes ampoules (garanties pour 1000 heures) doivent cependant être changées aux dix-huit mois et son moteur environ 2 fois par décennie. Son entretien coûte entre 5000 et 8000 $ par année à son propriétaire
.
Il peut arriver que le gyrophare tombe en panne. Cela est notamment survenu le 28 décembre 2013.